# Greed (Band)

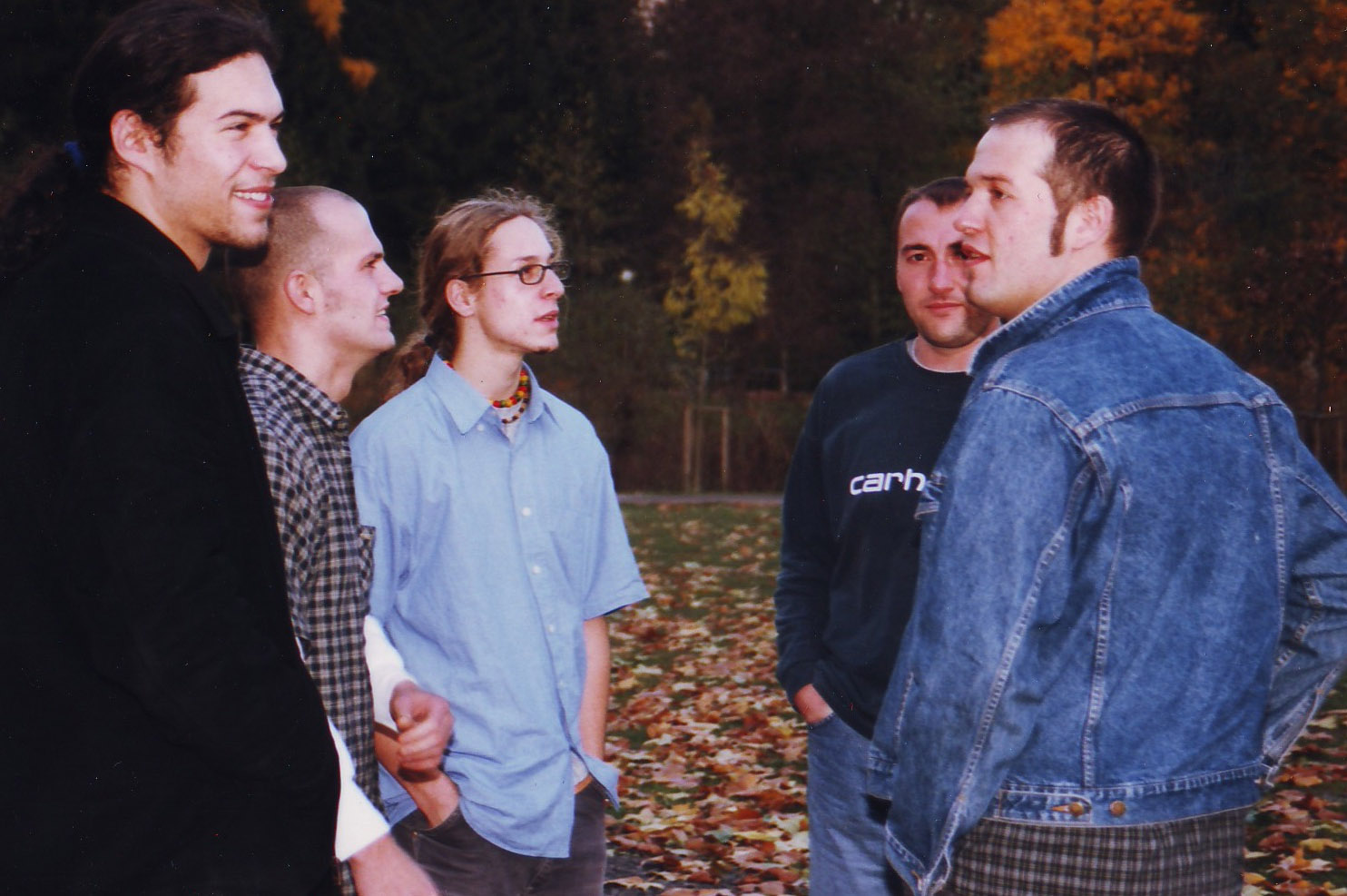
Bandfoto 1999

Greed ist eine Band, die 1995 von Frank Altpeter (Gesang, Gitarre), Michael Bruss (Bass), Kai Kessler (Schlagzeug) und Kay Regitz (Gitarre, Backing Vocals) in Illingen (Saar) gegründet wurde. Der anfängliche Sound war stark von 80er-Jahre Gitarrenrock à la The Smiths beeinflusst, jedoch erstreckte sich das musikalische Spektrum deutlich in eine Alternative-lastige, härtere Ecke. Bereits 1997 vervollständigte Timo Brück (Keyboard, Samplers) die Band. 1999 wurde das dritte selbstproduzierte Album Super veröffentlicht, das schnell ausverkauft war und im Vergleich zu den vorangegangenen Veröffentlichungen I'm Eating My Head (1997) und Famous (1998) eine deutlich härtere, erwachsenere Gangart präsentierte, ohne jedoch die melodischen Wurzeln zu verleugnen.
Die intensive Konzerttätigkeit, auch mit national bekannten Bands wie Such a Surge und Cultured Pearls, brachte eine gewisse lokale Bekanntheit. Die Band wurde im Jahr 2003 aufgelöst.
Seit November 2008 proben Greed in der Urbesetzung wieder.

## Diskografie
Alben
- 1997: I'm Eating My Head[1]
- 1998: Famous[2]
- 1999: Super[3]